# Stanley Williams
Stanley Tookie Williams III (ur. 29 grudnia 1953 w Nowym Orleanie, zm. 13 grudnia 2005 w więzieniu San Quentin, Kalifornia) – amerykański przywódca gangu, w czasie wieloletniego pobytu w więzieniu zaangażowany w walkę z przestępczością. Wychowywał się w Los Angeles, gdzie od wczesnej młodości należał do ulicznych grup przestępczych. W 1971 dołączył do Raymonda Washingtona, przywódcy gangu Crips, i stworzył strukturę gangu w zachodniej części miasta. Przyczynił się do rozbudowy i wzrostu znaczenia Crips.
W 1981 Williams został skazany na karę śmierci za dokonanie czterech morderstw w czasie napadów rabunkowych dwa lata wcześniej. Ofiarami padli pracownik sklepu 7-Eleven w Pico Rivera, zabity podczas napadu w lutym 1979 oraz rodzina pochodzenia tajwańskiego, prowadząca motel „Brookhaven” w Los Angeles – starsze małżeństwo i ich córka zginęli w marcu 1979 r. W pierwszych latach po wyroku Williams był agresywnym więźniem, wielokrotnie biorącym udział w bójkach i atakującym strażników. Jednocześnie bez powodzenia zgłaszał apelacje, przez cały czas twierdząc, że został skazany niewinnie. Jego adwokaci zarzucali m.in., że skład ławy przysięgłych, który wydał wyrok, był niereprezentatywny – brakowało Afroamerykanów, a dominowały osoby pochodzenia azjatyckiego, co mogło przyczynić się do wydania nieobiektywnego wyroku.
Swój pobyt w kalifornijskim zakładzie karnym San Quentin skazaniec K24901 rozpoczął w „wielkim stylu”. Gołymi rękami zmasakrował na spacerniaku Deuce Five, dotychczasowego więziennego bossa. Ze względu na agresywne zachowanie (omal nie zabił innego więźnia) pod koniec lat 80. Williams został umieszczony w izolatce – przebywał w odosobnieniu ponad 6 lat.
Po powrocie do normalnej celi w 1993 zmienił swoje zachowanie. Wypowiadał się wielokrotnie o szkodliwości gangów przestępczych, napisał kilka książek dla młodzieży, w których ostrzegał przed narkotykami, przemocą i rasizmem (współautorką była Barbara Becnel). W 1997 przeprosił publicznie za swój udział w tworzeniu gangu Crips, a w 2004 przyczynił się do zawarcia porozumienia między Crips i konkurencyjną grupą Bloods. Za swoją aktywność na rzecz walki z przestępczością został kilkakrotnie nominowany do Pokojowej Nagrody Nobla przez szwajcarskiego parlamentarzystę Mario Fehra oraz profesora filozofii Notre Dame de Namur University w Belmont, Phila Gaspera. Zgłoszono go także do nagrody literackiej Nobla jako autora zaangażowanych książek dla młodzieży.
Działalność społeczna Williamsa nie zmieniła ciążącego na nim wyroku śmierci. W sprawie jego ułaskawienia apelowało wiele znanych osobistości, wskazując, że przeszedł pozytywnie proces resocjalizacji; wśród apelujących byli m.in. Snoop Dogg, Jesse Jackson, Desmond Tutu, Danny Glover, Anjelica Huston, Jamie Foxx (odtwórca roli Williamsa w filmie biograficznym Redemption: The Stan Tookie Williams Story z 2004), Tim Robbins, Susan Sarandon. Zebrano pod petycją o odroczenie wykonania wyroku ponad 170 tysięcy podpisów mieszkańców Kalifornii. Z drugiej strony przeciwnicy Williamsa wskazywali, że nie wykazał on skruchy za udowodnione morderstwa, cały czas odmawiając przyznania się do ich popełnienia. Teściowa jednej z ofiar powiedziała w grudniu 2005, że uważa Williamsa za „takiego samego mordercę z zimną krwią”, jakim był w chwili popełnienia morderstw, i że „zrobiłby to samo ponownie, gdyby tylko miał okazję”.
Ostateczny wniosek o odroczenie egzekucji gubernator Kalifornii Arnold Schwarzenegger oddalił 12 grudnia 2005. Następnego dnia Williams został stracony w więzieniu stanowym San Quentin poprzez wstrzyknięcie trucizny.
Jako ostatni posiłek życzył sobie szklankę mleka. Jego prochy, zgodnie z wolą, zostały rozsypane przez jego prawniczkę w parku Soweto w Południowej Afryce.
Stanley Williams miał dwóch synów, z których jeden również został oskarżony o popełnienie morderstwa i odsiaduje karę w wysokości 16 lat więzienia.
O przygodzie życiowej „Tookiego” został nakręcony film pt. „Odkupienie”.